# Szabliska
Szabliska (niem. Kleinmühl Vorwerk) – przysiółek wsi Kije, zlokalizowany w zachodniej Polsce, w województwie lubuskim, w powiecie zielonogórskim, w gminie Sulechów i sołectwie Kije, około 11 km od Sulechowa, nad rzeczką Jabłonną (Rakówką). Zamieszkały przez kilkanaście osób. W latach 1975–1998 usytuowany w województwie zielonogórskim.